# Международная организация труда
Междунаро́дная организа́ция труда́ (МОТ, англ. International Labour Organization, ILO) — специализированное учреждение ООН, международная организация, занимающаяся вопросами регулирования трудовых отношений. На сегодняшний день участниками МОТ являются 187 государств. С 1920 года штаб-квартира Организации — Международного бюро труда, находится в Женеве. В Москве находится офис Субрегионального бюро для стран Восточной Европы и Центральной Азии.

## История создания, развития и задачи МОТ
Международная организация труда была создана в 1919 году на основании Версальского мирного договора в качестве структурного подразделения Лиги Наций. Она была основана по инициативе и при активном участии западной социал-демократии. Устав МОТ был разработан Комиссией по труду мирной конференции и стал частью XIII Версальского договора.
Первый генеральный директор и один из основных инициаторов создания — французский политический деятель Альбер Тома. В настоящее время генеральным директором является Гай Райдер.
В 1934 году членами МОТ стали США и СССР. В 1940 году в связи со Второй мировой войной штаб-квартира МОТ временно переносится в Монреаль, Канада. Благодаря этому была сохранена непрерывность деятельности Организации. В 1940 году СССР приостановил своё членство в МОТ, возобновил в 1954 году. С этого времени членами МОТ стали Беларусь и Украина.
В 1944 году Международная конференция труда в Филадельфии определила задачи МОТ в послевоенное время. На ней была принята Филадельфийская декларация, определявшая эти задачи. Декларация стала приложением и составной частью Устава МОТ. Правительство СССР не приняло приглашения МОТ на участие в конференции. В письме Сталина Рузвельту от 25 марта 1944 г. указывалось, что «Советский Союз не может послать своих представителей на конференцию Международного Бюро Труда в Филадельфии…так как советские профессиональные организации высказались против такого участия, а Советское Правительство не может не считаться с мнением советских профессиональных организаций». В 1945 году МОТ возвратилась в Женеву.
Цели и задачи МОТ провозглашены в её Уставе. Деятельность МОТ строится на основе трехстороннего представительства работников, работодателей и правительств — трипартизма.
МОТ — одна из старейших и наиболее представительных международных организаций. Созданная при Лиге Наций, она пережила последнюю и с 1946 года стала первым специализированным учреждением ООН. Если в момент её создания в ней участвовало 42 государства, то в 2000 году их было 174.

## Причины образования МОТ
Политическая причина

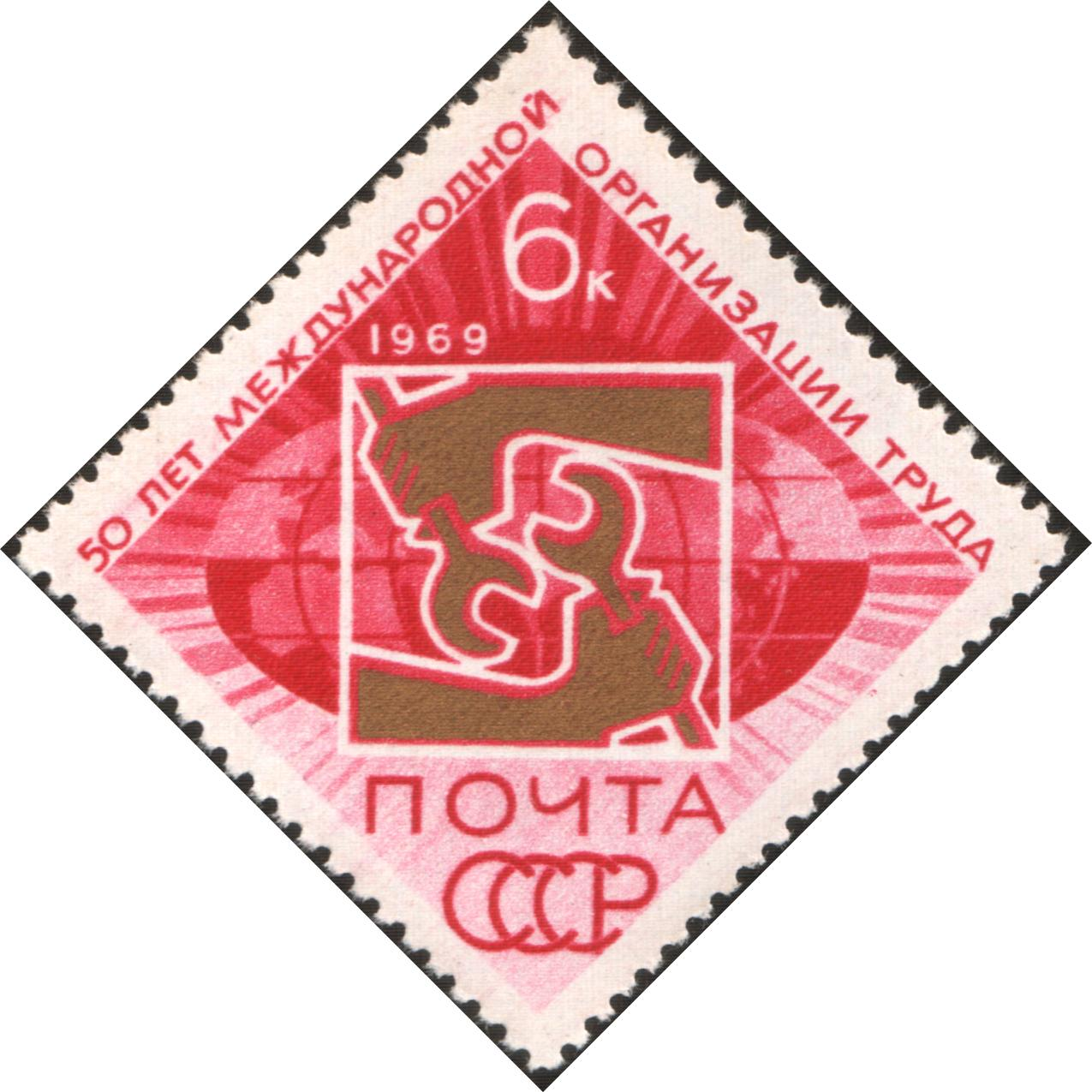
Почтовая марка СССР, в честь 50-летия организации. 1969 год.

Первым поводом для создания МОТ послужили революции в России и ряде других Европейских стран. В целях противодействия стихийному разрешению возникающих в обществе противоречий взрывным, насильственным, революционным путём, организаторы МОТ решили создать международную организацию, призванную всемирно содействовать социальному прогрессу, установлению и поддержанию социального мира между различными слоями общества, способствовать разрешению возникающих социальных проблем эволюционным мирным путём.
Социальная причина
Тяжелыми и неприемлемыми были условия труда и жизни трудящихся в начале XX века. Они подвергались жестокой эксплуатации, их социальная защита практически отсутствовала. Социальное развитие значительно отставало от экономического, что тормозило развитие общества.
Экономическая причина
Стремление отдельных стран к улучшению положения трудящихся вызывало увеличение затрат, рост себестоимости продукции, что потребовало решения противоречий в трудовых отношениях между государством, работодателями и работниками в большинстве стран.
В Преамбуле отмечается, что «не предоставление какой-либо страной трудящимся человеческих условий труда является препятствием для других народов, желающих улучшить положение трудящихся в своих странах».

## Структура МОТ и её основополагающие документы
Высшим органом МОТ является Международная конференция труда, на которой принимаются все акты МОТ. Делегатами Международной конференции являются по два представителя от правительства и по одному, соответственно, от наиболее представительных организаций работников и работодателей каждого государства-участника. Административный совет МОТ, также организованный на трёхсторонней основе, является исполнительным органом МОТ. Международное бюро труда выполняет функции секретариата МОТ.
МОТ принимает Конвенции и Рекомендации, посвященные вопросам труда. Помимо конвенций и рекомендаций было принято три декларации: Филадельфийская декларация МОТ 1944 года о целях и задачах МОТ (включенная сейчас в Устав МОТ), Декларация МОТ 1977 года о многонациональных предприятиях и социальной политике, а также Декларация МОТ 1998 года об основополагающих правах и принципах в сфере труда.
Конвенции подлежат ратификации странами-участницами и являются международными договорами, обязательными для исполнения в случае ратификации. Рекомендации не являются юридически обязательными актами. Даже в том случае, если государство не ратифицировало ту или иную конвенцию, оно несёт обязательства в силу факта членства в МОТ и присоединения к его уставу по четырём основополагающим принципам в сфере труда, закрепленным в Декларации МОТ 1998 года. Это принципы свободы объединения и права на ведение коллективных переговоров; запрета дискриминации в трудовых отношениях; искоренения принудительного труда; и запрета детского труда. Указанным четырём принципам посвящены также восемь Конвенций МОТ (соответственно — Конвенции № 87 и 98; 100 и 111; 29 и 105; 138 и 182), называющиеся фундаментальными. Указанные Конвенции ратифицированы подавляющим большинством государств мира и за их исполнением МОТ наблюдает особенно внимательно.
Тексты Конвенций и Рекомендаций МОТ на русском, английском, французском, испанском, китайском, немецком, португальском, арабском языках собраны в базе данных международных трудовых стандартов МОТ.
МОТ не может принуждать к исполнению даже ратифицированных Конвенций. Тем не менее, существуют механизмы контроля МОТ за исполнением Конвенций и Рекомендаций, основная суть которых заключается в исследовании обстоятельств предполагаемых нарушений трудовых прав и придание им международной огласки в случае длительного игнорирования замечаний МОТ государством-участником. Этот контроль осуществляется Комитетом экспертов МОТ по применению Конвенций и Рекомендаций, Комитетом Административного Совета по свободе объединения и Комитетом Конференции по применению Конвенций и Рекомендаций.
В исключительных случаях, в соответствии со статьей 33 Устава МОТ, Международная конференция труда может призвать своих членов к осуществлению воздействия на государство, особенно злостно нарушающее международные трудовые стандарты. На практике это было сделано только один раз — в 2001 году в отношении Мьянмы, в течение десятилетий подвергавшейся критике за использование принудительного труда и отказывавшейся сотрудничать по этому вопросу с МОТ. В результате, ряд государств применили в отношении Мьянмы экономические санкции и она была принуждена сделать ряд шагов навстречу МОТ.

### Устав МОТ
Первоначальный текст Устава, составленный в 1919 г., был изменён поправкой 1922 г., вошедшей в силу 4 июня 1934 г.; Актом о поправке 1945 г., вошедшем в силу 26 сентября 1946 г.; Актом о поправке 1946 г., вошедшем в силу 20 апреля 1948 г.; Актом о поправке 1953 г., вошедшем в силу 20 мая 1954 г., Актом о поправке 1962 г., вошедшем в силу 22 мая 1963 г., и Актом о поправке 1972 г., вошедшем в силу 1 ноября 1974 года.

### Филадельфийская декларация МОТ
В 1944 году на сессии в Филадельфии (США) Международная конференция труда приняла Филадельфийскую декларацию, в которой уточняются цели и задачи Организации.
- В Декларации воплощены следующие принципы:
  - труд не является товаром;
  - свобода слова и свобода объединения являются необходимым условием постоянного прогресса;
  - нищета в любом месте является угрозой для общего благосостояния;
  - все люди, независимо от расы, веры или пола, имеют право на осуществление своего материального состояния и духовного развития в условиях свободы и достоинства, экономической устойчивости и равных возможностей.

### Международная конференция труда МКТ
Конференция является всемирным форумом для обсуждения общих трудовых и социальных проблем и международных трудовых норм; она определяет общую политику Организации. Каждые два года Конференция принимает двухлетнюю программу работы и бюджет МОТ, который слагается из взносов государств-членов.

### Административный Совет
Административный совет является исполнительным органом МОТ. Он руководит работой Организации в период между сессиями Генеральной конференции и определяет порядок выполнения её решений. Ежегодно проводятся три сессии Административного Совета — в марте, июне и ноябре.
В состав Административного совета входят 56 членов (28 представителей от правительств, 14 от работодателей и 14 от трудящихся) и 66 их заместителей (28 представляют правительства, 19 работодателей и 19 трудящихся). Десять мест членов Административного совета, представляющих правительства, зарезервированы на постоянной основе за представителями правительств ведущих стран мира — Бразилии, Великобритании, Германии, Индии, Италии, Китая, Российской Федерации, США, Франции и Японии. Остальные члены Совета, представляющие правительства других государств, переизбираются Конференцией на ротационной основе каждые три года.

### Международное бюро труда МБТ
Международное бюро труда в Женеве является постоянным секретариатом МОТ, оперативным штабом, исследовательским и издательским центром. Бюро занимается подготовкой документов и докладов, которые используются в ходе конференций и заседаний Организации (например, Генеральный доклад Комитета экспертов по применению стандартов, доклады Административного Совета и его комитетов и т. д.). Бюро также осуществляет руководство программами технического сотрудничества, которые обеспечивают нормотворческую деятельность МОТ. Бюро имеет в своем составе департамент, который отвечает за все вопросы, касающиеся международных стандартов труда, а также департаменты, отвечающие за деятельность нанимателей и трудящихся.
Вопросы администрации и управления децентрализованы и переданы на региональный и субрегиональный уровень и в представительства в отдельных странах. Бюро, руководимое генеральным директором, который избирается на пятилетний срок с правом переизбрания, нанимает около 2500 сотрудников и экспертов, работающих в штаб-квартире в Женеве и в более чем 40 представительствах по миру.
Регулярно проводятся региональные встречи государств-членов МОТ для обсуждения вопросов, представляющих особый интерес для данного региона. Административному совету и Международному бюро помогают в их деятельности трехсторонние комитеты, охватывающие главные отрасли промышленности, а также комитеты экспертов по таким вопросам, как профессиональная подготовка, развитие управления, охрана труда, трудовые отношения, а также особые проблемы некоторых категорий трудящихся (молодежь, инвалиды).

### Конвенции МОТ
- № 1 Конвенция 1919 года о рабочем времени в промышленности
- № 2 Конвенция 1919 года о безработице
- № 3 Конвенция 1919 года об охране материнства
- № 4 Конвенция 1919 года о труде женщин в ночное время
- № 5 Конвенция 1919 года о минимальном возрасте для приема на работу в промышленности
- № 6 Конвенция 1919 года о ночном труде подростков в промышленности
- № 7 Конвенция 1920 года о минимальном возрасте для работы в море
- № 8 Конвенция 1920 года о пособиях по безработице в случае кораблекрушения
- № 9 Конвенция 1920 года о трудоустройстве моряков
- № 10 Конвенция 1921 года о минимальном возрасте в сельском хозяйстве
- № 11 Конвенция 1921 года о праве на объединение в сельском хозяйстве
- № 12 Конвенция 1921 года о возмещении при несчастных случаях в сельском хозяйстве
- № 13 Конвенция 1921 года о свинцовых белилах в малярном деле
- № 14 Конвенция 1921 года о еженедельном отдыхе в промышленности
- № 15 Конвенция 1921 года о минимальном возрасте для грузчиков угля и кочегаров во флоте
- № 16 Конвенция 1921 года о медицинском освидетельствовании подростков на борту судов
- № 17 Конвенция 1925 года о возмещении трудящимся при несчастных случаях на производстве
- № 18 Конвенция 1925 года о профессиональных заболеваниях
- № 19 Конвенция 1925 года о равноправии в области возмещения при несчастных случаях
- № 20 Конвенция 1925 года о ночной работе в булочных
- № 21 Конвенция 1926 года об инспекции эмигрантов
- № 22 Конвенция 1926 года о трудовых договорах моряков
- № 23 Конвенция 1926 года о репатриации моряков
- № 24 Конвенция 1927 года о страховании по болезни в промышленности
- № 25 Конвенция 1927 года о страховании по болезни трудящихся в сельском хозяйстве
- № 26 Конвенция 1928 года о процедуре установления минимальной заработной платы
- № 27 Конвенция 1929 года об указании веса грузов, перевозимых на судах
- № 28 Конвенция 1929 года о защите докеров от несчастных случаев
- № 29 Конвенция 1930 года о принудительном труде
- № 30 Конвенция 1930 года о рабочем времени в торговле и в учреждениях
- № 31 Конвенция 1931 года о рабочем времени в угольных шахтах
- № 32 Конвенция (пересмотренная) 1932 года о защите докеров от несчастных случаев
- № 33 Конвенция 1932 года о минимальном возрасте на непромышленных работах
- № 34 Конвенция 1933 года о платных бюро найма
- № 35 Конвенция 1933 года о страховании по старости в промышленности
- № 36 Конвенция 1933 года о страховании по старости в сельском хозяйстве
- № 37 Конвенция 1933 года о страховании на случай инвалидности в промышленности и т. д.
- № 38 Конвенция 1933 года о страховании по инвалидности в сельском хозяйстве
- № 39 Конвенция 1933 года о страховании на случай потери кормильца в промышленности
- № 40 Конвенция 1933 года о страховании на случай потери кормильца в сельском хозяйстве
- № 41 Конвенция (пересмотренная) 1934 года о труде женщин в ночное время
- № 42 Конвенция (пересмотренная) 1934 года о возмещении в случае профессиональных заболеваний
- № 43 Конвенция 1934 года о заводах по производству листового стекла
- № 44 Конвенция 1934 года о страховании по безработице
- № 45 Конвенция 1935 года о применении труда женщин на подземных работах
- № 46 Конвенция (пересмотренная) 1935 года о рабочем времени в угольных шахтах
- № 47 Конвенция 1935 года о сорокачасовой рабочей неделе
- № 48 Конвенция 1935 года о сохранении за мигрантами пенсионных прав
- № 49 Конвенция 1935 года о сокращении рабочего времени на стеклодувных предприятиях
- № 50 Конвенция 1936 года о вербовке трудящихся из коренного населения
- № 51 Конвенция 1936 года о сокращении рабочего времени на общественных работах
- № 52 Конвенция 1936 года об оплачиваемых отпусках
- № 53 Конвенция 1936 года о свидетельствах о квалификации лиц командного состава торговых судов
- № 54 Конвенция 1936 года об оплачиваемых отпусках моряков
- № 55 Конвенция 1936 года об обязательствах судовладельцев в случае болезни или травмы у моряков
- № 56 Конвенция 1936 года о страховании моряков по болезни
- № 57 Конвенция 1936 года о рабочем времени на борту судов и составе судового экипажа
- № 58 Конвенция (пересмотренная) 1936 года о минимальном возрасте для работы в море
- № 59 Конвенция (пересмотренная) 1937 года о минимальном возрасте в промышленности
- № 60 Конвенция (пересмотренная) 1937 года о минимальном возрасте на непромышленных работах
- № 61 Конвенция 1937 года о сокращении рабочего времени в текстильной промышленности
- № 62 Конвенция 1937 года о технике безопасности в строительстве
- № 63 Конвенция 1938 года о статистике заработной платы и рабочего времени
- № 64 Конвенция 1939 года о трудовых договорах трудящихся коренного населения
- № 65 Конвенция 1939 года об уголовных санкциях для трудящихся коренного населения
- № 66 Конвенция 1939 года о трудящихся-мигрантах
- № 67 Конвенция 1939 года о продолжительности рабочего времени и отдыха на дорожном транспорте
- № 68 Конвенция 1946 года о питании и столовом обслуживании экипажей на борту судов
- № 69 Конвенция 1946 года о выдаче судовым поварам свидетельств о квалификации
- № 70 Конвенция 1946 года о социальном обеспечении моряков
- № 71 Конвенция 1946 года о пенсиях морякам
- № 72 Конвенция 1946 года об оплачиваемых отпусках морякам
- № 73 Конвенция 1946 года о медицинском освидетельствовании моряков
- № 74 Конвенция 1946 года о выдаче матросам свидетельств о квалификации
- № 75 Конвенция 1946 года о помещениях для экипажа
- № 76 Конвенция 1946 года о заработной плате, рабочем времени и составе судового экипажа
- № 77 Конвенция 1946 года о медицинском освидетельствовании подростков в промышленности
- № 78 Конвенция 1946 года о медицинском освидетельствовании подростков на непромышленных работах
- № 79 Конвенция 1946 года о ночном труде подростков на непромышленных работах
- № 80 Конвенция 1946 года о пересмотре заключительных статей
- № 81 Конвенция 1947 года об инспекции труда
- № 81 Протокол 1995 года к Конвенции 1947 года об инспекции труда
- № 82 Конвенция 1947 года о социальной политике на территориях вне метрополии
- № 83 Конвенция 1947 года о трудовых нормах на территориях вне метрополии
- № 84 Конвенция 1947 года о праве на объединение на территориях вне метрополии
- № 85 Конвенция 1947 года об инспекции труда на территориях вне метрополии
- № 86 Конвенция 1947 года о трудовых договорах трудящихся коренного населения
- № 87 Конвенция 1948 года о свободе ассоциации и защите права на организацию
- № 88 Конвенция 1948 года об организации службы занятости
- № 89 Конвенция (пересмотренная) 1948 года о ночном труде женщин
- № 90 Конвенция (пересмотренная) 1948 года о ночном труде подростков в промышленности
- № 91 Конвенция (пересмотренная) 1949 года об оплачиваемых отпусках морякам
- № 92 Конвенция (пересмотренная) 1949 года о помещениях для экипажа
- № 93 Конвенция (пересмотренная) 1949 года о заработной плате, рабочем времени и составе судового экипажа
- № 94 Конвенция 1949 года о трудовых статьях в договорах, заключаемых государственными органами власти
- № 95 Конвенция 1949 года об охране заработной платы
- № 96 Конвенция (пересмотренная) 1949 года о платных бюро по найму
- № 97 Конвенция (пересмотренная) 1949 года о трудящихся-мигрантах
- № 98 Конвенция 1949 года о праве на организацию и на ведение коллективных переговоров
- № 99 Конвенция 1951 года о процедуре установления минимальной заработной платы в сельском хозяйстве
- № 100 Конвенция 1951 года о равном вознаграждении
- № 101 Конвенция 1952 года об оплачиваемых отпусках в сельском хозяйстве
- № 102 Конвенция 1952 года о минимальных нормах социального обеспечения
- № 103 Конвенция (пересмотренная) 1952 года об охране материнства
- № 104 Конвенция 1955 года об отмене уголовных санкций для коренного населения
- № 105 Конвенция 1957 года об упразднении принудительного труда
- № 106 Конвенция 1957 года о еженедельном отдыхе в торговле и учреждениях
- № 107 Конвенция 1957 года о коренном и другом населении, ведущем племенной образ жизни
- № 108 Конвенция 1958 года об удостоверениях личности моряков
- № 109 Конвенция (пересмотренная) 1958 года о заработной плате, рабочем времени и составе судового экипажа
- № 110 Конвенция 1958 года о плантациях
- № 111 Конвенция 1958 года о дискриминации в области труда и занятий
- № 112 Конвенция 1959 года о минимальном возрасте рыбаков
- № 113 Конвенция 1959 года о медицинском осмотре рыбаков
- № 114 Конвенция 1959 года о трудовых договорах рыбаков
- № 115 Конвенция 1960 года о защите от радиации
- № 116 Конвенция 1961 года о пересмотре заключительных статей
- № 117 Конвенция 1962 года об основных целях и нормах социальной политики
- № 118 Конвенция 1962 года о равноправии в области социального обеспечения
- № 119 Конвенция 1963 года о снабжении машин защитными приспособлениями
- № 120 Конвенция 1964 года о гигиене в торговле и учреждениях
- № 121 Конвенция 1964 года о пособиях в случаях производственного травматизма
- № 122 Конвенция 1964 года о политике в области занятости
- № 123 Конвенция 1965 года о минимальном возрасте допуска на подземные работы
- № 124 Конвенция 1965 года о медицинском освидетельствовании молодых людей для подземных работ
- № 125 Конвенция 1966 года о свидетельствах рыбаков
- № 126 Конвенция 1966 года о помещениях для рыбаков на борту судов
- № 127 Конвенция 1967 года о максимальном грузе
- № 128 Конвенция 1967 года о пособиях по инвалидности, по старости и по случаю потери кормильца
- № 129 Конвенция 1969 года об инспекции труда в сельском хозяйстве
- № 130 Конвенция 1969 года о медицинской помощи и пособиях по болезни
- № 131 Конвенция 1970 года об установлении минимальной заработной платы
- № 132 Конвенция (пересмотренная) 1970 года об оплачиваемых отпусках
- № 133 Конвенция 1970 года о помещениях для экипажа (дополнительные положения)
- № 134 Конвенция 1970 года о предупреждении несчастных случаев (моряки)
- № 135 Конвенция 1971 года о представителях трудящихся
- № 136 Конвенция 1971 года о бензоле
- № 137 Конвенция 1973 года о портовых работах
- № 138 Конвенция 1973 года о минимальном возрасте
- № 139 Конвенция 1974 года о профессиональных раковых заболеваниях
- № 140 Конвенция 1974 года об оплачиваемых учебных отпусках
- № 141 Конвенция 1975 года об организациях сельских трудящихся
- № 142 Конвенция 1975 года о развитии людских ресурсов
- № 143 Конвенция 1975 года о трудящихся-мигрантах (дополнительные положения)
- № 144 Конвенция 1976 года о трехсторонних консультациях (международные трудовые нормы)
- № 145 Конвенция 1976 года о непрерывности занятости моряков
- № 146 Конвенция 1976 года об оплачиваемых отпусках морякам
- № 147 Конвенция 1976 года о минимальных нормах в торговом флоте
- № 148 Конвенция 1977 года о производственной среде (загрязнение воздуха, шум и вибрация)
- № 149 Конвенция 1977 года о сестринском персонале
- № 150 Конвенция 1978 года о регулировании вопросов труда
- № 151 Конвенция 1978 года о трудовых отношениях на государственной службе
- № 152 Конвенция 1979 года о технике безопасности и гигиене труда (портовые работы)
- № 153 Конвенция 1979 года о продолжительности рабочего времени и периодах отдыха на дорожном транспорте
- № 154 Конвенция 1981 года о коллективных переговорах
- № 155 Конвенция 1981 года о безопасности и гигиене труда
- № 156 Конвенция 1981 года о трудящихся с семейными обязанностями
- № 157 Конвенция 1982 года о сохранении прав в области социального обеспечения
- № 158 Конвенция 1982 года о прекращении трудовых отношений
- № 159 Конвенция 1983 года о профессиональной реабилитации и занятости инвалидов
- № 160 Конвенция 1985 года о статистике труда
- № 161 Конвенция 1985 года о службах гигиены труда
- № 162 Конвенция 1986 года об асбесте
- № 163 Конвенция 1987 года о социально-бытовом обслуживании моряков
- № 164 Конвенция 1987 года о здравоохранении и медицинском обслуживании моряков
- № 165 Конвенция (пересмотренная) 1987 года о социальном обеспечении моряков
- № 166 Конвенция (пересмотренная) 1987 года о репатриации моряков
- № 167 Конвенция 1988 года о безопасности и гигиене труда в строительстве
- № 168 Конвенция 1988 года о содействии занятости и защите от безработицы
- № 169 Конвенция 1989 года о коренных народах и народах, ведущих племенной образ жизни
- № 170 Конвенция 1990 года о химических веществах
- № 171 Конвенция 1990 года о ночном труде
- № 172 Конвенция 1991 года об условиях труда в гостиницах и ресторанах
- № 173 Конвенция 1992 года о защите требований трудящихся в случае неплатежеспособности их предпринимателя
- № 174 Конвенция 1993 года о предотвращении крупных промышленных аварий
- № 175 Конвенция 1994 года о работе на условиях неполного рабочего времени
- № 176 Конвенция 1995 года о безопасности и гигиене труда на шахтах
- № 177 Конвенция 1996 года о надомном труде
- № 178 Конвенция 1996 года об инспекции труда моряков
- № 179 Конвенция 1996 года о найме и трудоустройстве моряков
- № 180 Конвенция 1996 года о продолжительности рабочего времени моряков и укомплектовании судов экипажами
- № 181 Конвенция 1997 года о частных агентствах занятости
- № 182 Конвенция 1999 года о наихудших формах детского труда
- № 183 Конвенция 2000 года об охране материнства
- № 184 Конвенция 2001 года о безопасности и гигиене труда в сельском хозяйстве
- № 185 Конвенция (пересмотренная) 2003 года об удостоверениях личности моряков
- № 186 Конвенция 2006 года о труде в морском судоходстве
- № 187 Конвенция 2006 года об основах, содействующих безопасности и гигиене труда
- № 188 Конвенция 2007 года о труде в рыболовном секторе
- № 189 Конвенция 2011 года о достойном труде домашних работников[9]

### Конвенции МОТ, ратифицированные Россией
- Конвенция N 10 «О минимальном возрасте допуска детей на работу в сельском хозяйстве» (1921);
- Конвенция № 11 «О праве на организацию и объединение трудящихся в сельском хозяйстве» (1921);
- Конвенция № 13 «Об использовании свинцовых белил в малярном деле» (1921);
- Конвенция № 14 «О еженедельном отдыхе на промышленных предприятиях» (1921);
- Конвенция № 15 «О минимальном возрасте допуска подростков на работу в качестве грузчиков угля или кочегаров во флоте» (1921);
- Конвенция № 16 «Об обязательном медицинском освидетельствовании детей и подростков, занятых на борту судов» (1921);
- Конвенция № 23 «О репатриации моряков» (1926);
- Конвенция № 27 «Об указании веса тяжелых грузов, перевозимых на судах» (1929);
- Конвенция № 29 «О принудительном или обязательном труде» (1930);
- Конвенция № 32 «О защите от несчастных случаев трудящихся, занятых на погрузке или разгрузке судов» (1932);
- Конвенция № 45 «О применении труда женщин на подземных работах в шахтах» (1935);
- Конвенция № 47 «О сокращении рабочего времени до сорока часов в неделю» (1935);
- Конвенция № 52 «О ежегодных оплачиваемых отпусках» (1936);
- Конвенция № 58 «О минимальном возрасте допуска детей на работу в море» (1936);
- Конвенция № 59 «О минимальном возрасте приема детей на работу в промышленность» (1937);
- Конвенция № 60 «О возрасте приема детей на непромышленные работы» (1937);
- Конвенция № 69 «О выдаче судовым поварам свидетельств о квалификации» (1946);
- Конвенция № 73 «О медицинском освидетельствовании моряков» (1946);
- Конвенция № 77 «О медицинском освидетельствовании детей и подростков с целью выяснения их пригодности к труду в промышленности» (1946);
- Конвенция № 78 «О медицинском освидетельствовании детей и подростков с целью выяснения их пригодности к труду на непромышленных работах» (1946);
- Конвенция № 79 «Об ограничении ночного труда детей и подростков на непромышленных работах» (1946);
- Конвенция № 81 «Об инспекции труда в промышленности и торговле» (1947);
- Конвенция № 87 «О свободе ассоциации и защите права на организацию профсоюзов» (1948);
- Конвенция № 90 «О ночном труде подростков в промышленности» (пересмотрена в 1948);
- Конвенция № 92 «О помещениях для экипажа на борту судов» (пересмотрена в 1949);
- Конвенция № 95 «Относительно защиты заработной платы» (1949);
- Конвенция № 98 «О применении принципов права на организацию и на ведение коллективных переговоров» (1949);
- Конвенция № 100 «О равном вознаграждении мужчин и женщин за труд равной ценности» (1951);
- Конвенция № 102 «О минимальных нормах социального обеспечения» (1952);
- Конвенция № 103 «Об охране материнства» (1952);
- Конвенция № 105 «Об упразднении принудительного труда» (1957);
- Конвенция № 106 «О еженедельном отдыхе в торговле и учреждениях» (1957);
- Конвенция № 108 «О национальных удостоверениях личности моряков» (1958);
- Конвенция № 111 «О дискриминации в области труда и занятий» (1958);
- Конвенция № 112 «О минимальном возрасте для принятия на работу рыбаков» (1959);
- Конвенция № 113 «О медицинском осмотре рыбаков» (1959);
- Конвенция № 115 «О защите трудящихся от ионизирующей радиации» (1960);
- Конвенция № 116 «О частичном пересмотре конвенций» (1961);
- Конвенция № 119 «О снабжении машин защитными приспособлениями» (1963);
- Конвенция № 120 «О гигиене труда в торговле и в учреждениях» (1964);
- Конвенция № 122 «О политике в области занятости» (1964);
- Конвенция № 123 «О минимальном возрасте допуска на подземные работы в шахтах и рудниках» (1965);
- Конвенция № 124 «О медицинском освидетельствовании молодых людей с целью определения их пригодности к труду на подземных работах в шахтах и рудниках» (1965);
- Конвенция № 126 «О помещениях для экипажа на борту рыболовных судов» (1966);
- Конвенция № 132 "Об оплачиваемых отпусках (пересмотренная) (1970)
- Конвенция № 133 «О помещениях для экипажа на борту судов. Дополнительные положения» (1970);
- Конвенция № 134 «О предупреждении производственных несчастных случаев среди моряков» (1970);
- Конвенция № 137 «О социальных последствиях новых методов обработки грузов в портах» (1973);
- Конвенция № 138 «О минимальном возрасте для приема на работу» (1973);
- Конвенция № 139 «О борьбе с опасностью, вызываемой канцерогенными веществами и агентами в производственных условиях, и мерах профилактики» (1974);
- Конвенция № 142 «О профессиональной ориентации и профессиональной подготовке в области развития людских ресурсов» (1975);
- Конвенция № 147 «О минимальных нормах на торговых судах» (1976);
- Конвенция № 148 «О защите трудящихся от профессионального риска, вызываемого загрязнением воздуха, шумом и вибрацией на рабочих местах» (1977);
- Конвенция № 149 «О занятости и условиях труда и жизни сестринского персонала» (1977);
- Конвенция № 150 «О регулировании вопросов труда: роль, функции и организация» (1978);
- Конвенция № 152 «О технике безопасности и гигиене труда на портовых работах» (1979);
- Конвенция № 155 «О безопасности и гигиене труда и производственной среде» (1981);
- Конвенция № 156 «О равном обращении и равных возможностях для трудящихся мужчин и женщин: трудящиеся с семейными обязанностями» (1981);
- Конвенция № 159 «О профессиональной реабилитации и занятости инвалидов» (1983);
- Конвенция № 160 «О статистике труда» (1985);
- Конвенция № 162 «Об охране труда при использовании асбеста» (1986);
- Конвенция № 167 «О безопасности и гигиене труда в строительстве» (2018)
- Конвенция № 173 «О защите требований трудящихся в случае неплатежеспособности предпринимателя» (1992)
- Конвенция N 174 Международной организации труда «О предотвращении крупных промышленных аварий» (Заключена в г. Женеве 22.06.1993)
- Конвенция № 175 Конвенция 1994 года о работе на условиях неполного рабочего времени (ратифицирована в 2016 году)
- Конвенция № 179 «О найме и трудоустройстве моряков» (1996);
- Конвенция № 181 «О частных агентствах занятости» (1997)
- Конвенция № 182 «О запрещении и немедленных мерах по искоренению наихудших форм детского труда» (1999);
- Конвенция № 185 «Об удостоверениях личности моряков»;
- Конвенция № 187 «Об основах, содействующих безопасности и гигиене труда» (2006);
- Конвенция № 186 «О труде в морском судоходстве» (MLC) (2006);
- Конвенция № 187 «О рамочной политике в области безопасности и гигиены труда» (2006)

Этот список включает все ратифицированные Россией конвенции на 2024 год.

## Методы работы и основные сферы деятельности
Главные цели МОТ — содействие социально-экономическому прогрессу, повышению благосостояния и улучшению условий труда людей, защита прав человека.
МОТ ставит перед собой четыре основных стратегических цели:
продвигать и проводить в жизнь основополагающие принципы и права в сфере труда;
расширять возможности женщин и мужчин для получения достойной занятости;
увеличивать охват и эффективность социального обеспечения для всех;
укреплять трипартизм и социальный диалог.
Эти задачи решаются различными путями:
путем выработки международной политики и программ, направленных на поддержку основных прав человека, улучшение условий труда и жизни, расширение возможностей занятости;
принятием международных трудовых норм в форме конвенций и рекомендаций, подкрепленных уникальной системой контроля над их соблюдением;
с помощью крупномасштабных программ международного технического сотрудничества;
путем профессиональной подготовки и обучения, исследовательской и издательской деятельности в поддержку этих усилий.

## Государства — члены МОТ
- Австралия
- Австрия
- Азербайджан
- Албания
- Алжир
- Ангола
- Антигуа и Барбуда
- Аргентина
- Армения
- Афганистан
- Багамские Острова
- Бангладеш
- Барбадос
- Бахрейн
- Белоруссия
- Белиз
- Бельгия
- Бенин
- Болгария
- Боливия
- Босния и Герцеговина
- Ботсвана
- Бразилия
- Буркина-Фасо
- Бурунди
- Венгрия
- Венесуэла
- Вьетнам
- Габон
- Гаити
- Гайана
- Гамбия
- Гана
- Гватемала
- Гвинея
- Гвинея-Бисау
- Германия
- Гондурас
- Гренада
- Греция
- Грузия
- Дания
- Джибути
- Доминика
- Доминиканская Республика
- Египет
- Заир
- Замбия
- Зимбабве
- Израиль
- Индия
- Индонезия
- Иордания
- Ирак
- Исламская Республика Иран
- Ирландия
- Исландия
- Испания
- Италия
- Йемен
- Кабо-Верде
- Казахстан
- Камбоджа
- Камерун
- Канада
- Катар
- Кения
- Кипр
- Кирибати
- Китай
- Колумбия
- Коморские Острова
- Конго
- Корея, Республика
- Коста-Рика
- Кот-д’Ивуар
- Куба
- Кувейт
- Киргизия
- Лаосская Народно-демократическая Республика
- Латвия
- Лесото
- Либерия
- Ливан
- Ливийская Арабская Джамахирия
- Литва
- Люксембург
- Маврикий
- Мавритания
- Мадагаскар
- Малави
- Малайзия
- Мали
- Мальта
- Марокко
- Мексика
- Мозамбик
- Молдавия
- Монголия
- Мьянма
- Намибия
- Непал
- Нигер
- Нигерия
- Нидерланды
- Никарагуа
- Новая Зеландия
- Норвегия
- Объединенные Арабские Эмираты
- Оман
- Пакистан
- Панама
- Папуа-Новая Гвинея
- Парагвай
- Перу
- Польша
- Португалия
- Российская Федерация
- Руанда
- Румыния
- Сальвадор
- Сан-Марино
- Сан-Томе и Принсипи
- Саудовская Аравия
- Сейшельские Острова
- Северная Македония
- Сенегал
- Сент-Винсент и Гренадины
- Сент-Кристофер и Невис
- Сент-Люсия
- Сингапур
- Сирийская Арабская Республика
- Словакия
- Словения
- Соединенное Королевство
- Соединенные Штаты Америки
- Соломоновы Острова
- Сомали
- Судан
- Суринам
- Сьерра-Леоне
- Таджикистан
- Таиланд
- Танзания, Объединенная Республика
- Того
- Тринидад и Тобаго
- Тунис
- Туркменистан
- Турция
- Уганда
- Узбекистан
- Украина
- Уругвай
- Фиджи
- Филиппины
- Финляндия
- Франция
- Хорватия
- Центрально-африканская Республика
- Чад
- Чешская Республика
- Чили
- Швейцария
- Швеция
- Шри-Ланка
- Эквадор
- Экваториальная Гвинея
- Эритрея
- Эсватини
- Эстония
- Эфиопия
- Югославия
- Южно-Африканская Республика
- Ямайка
- Япония

## Генеральные директора МОТ
| Генеральный директор МОТ | Примечание     | Период                            |
| ------------------------ | -------------- | --------------------------------- |
| Альбер Тома              | Франция        | Ноябрь 1919 — 7 мая 1932          |
| Гарольд Батлер           | Великобритания | Июль 1932 — июнь 1938             |
| Джон Уайнант             | США            | Июнь 1939 — июль 1941             |
| Эдвард Филэн             | Ирландия       | Июль 1941 — июнь 1948             |
| Дэвид Морс               | США            | Июнь 1948 — май 1970              |
| Уилфред Дженкс           | Великобритания | 1 июня 1970 — 9 октября 1973      |
| Франсис Бланшар          | Франция        | 9 октября 1973 — 27 февраля 1989  |
| Мишель Хансенн           | Бельгия        | 27 февраля 1989 — 4 марта 1999    |
| Хуан Сомавия             | Чили           | 4 марта 1999 — 1 октября 2012     |
| Гай Райдер               | Великобритания | 1 октября 2012 — 30 сентября 2022 |
| Жильбер Унгбо            | Того           | 1 октября 2022 — настоящее время  |

## События
- 1818. На Конгрессе Священного Союза в Ахене, Германия, английский промышленник Роберт Оуэн настаивает на ведении положений о защите трудящихся и создании комиссии по социальным вопросам.
- 1831—1834. Жестоко подавлены два восстания ткачей на шелкопрядных фабриках в Лионе.
- 1838—1859. Французский промышленник Даниэль Легран подхватывает идеи Оуэна.
- 1864. В Лондоне основан 1-й Интернационал «Международное товарищество рабочих»
- 1866. Конгресс 1-го Интернационала требует принятия международного трудового законодательства.
- 1867. Публикация первого тома труда Карла Маркса «Капитал».
- 1833—1891. Принятие в Германии первого в Европе социального законодательства.
- 1886. Хеймаркетское восстание. 350 тысяч трудящихся бастуют в Чикаго, требуя 8-часового рабочего дня, это выступление было жестоко подавлено.
- 1889. В Париже основан 2-й Интернационал трудящихся.
- 1890. Представители 14 стран на встрече в Берлине выдвигают предложения, которые повлияют на национальное законодательство по труду ряда стран.
- 1900. На конференции в Париже создано первое объединение защиты трудящихся.
- 1906. На конференции в Берне принимаются две международных конвенции — об ограничении использования токсичного белого фосфора в производстве спичек и запрещении ночного труда женщин.
- 1919. Рождение МОТ. Первая Международная конференция труда принимает шесть конвенций, первая устанавливает 8-часовой рабочий день и 48-часовую рабочую неделю.
- 1925. Принятие конвенций и рекомендаций по социальному обеспечению.
- 1927. Проходит первая сессия Комитета экспертов по применению Конвенций.
- 1930. Принимается конвенция о постепенной отмене принудительного и обязательного труда.
- 1944. Филадельфийская декларация подтверждает основные цели МОТ.
- 1946. МОТ становится первым специализированным агентством, ассоциированным с ООН.
- 1969. МОТ была присуждена Нобелевская премия мира.
- 2002. Учреждён Всемирный день борьбы с детским трудом.